# JPEG 2000
JPEG 2000 (или jp2) — графический формат, который вместо дискретного косинусного преобразования, применяемого в формате JPEG, использует технологию вейвлет-преобразования, основывающуюся на представлении сигнала в виде суперпозиции базовых функций — волновых пакетов.
В результате такой компрессии изображение получается более гладким и чётким, а размер файла по сравнению с JPEG при одинаковом качестве оказывается меньшим. JPEG 2000 полностью свободен от главного недостатка своего предшественника: благодаря использованию вейвлетов, изображения, сохранённые в этом формате, при высоких степенях сжатия не содержат артефактов в виде «решётки» из блоков размером 8х8 пикселей. Формат JPEG 2000 так же, как и JPEG, поддерживает так называемое «прогрессивное сжатие», позволяющее по мере загрузки видеть сначала размытое, а затем — всё более чёткое изображение.
По состоянию на 2018 год так и не получил широкого распространения. Это вызвано многими причинами, в своё время повлиявшими на принятие стандарта. К их числу относятся сложность реализации и требовательность к памяти.

## Достоинства

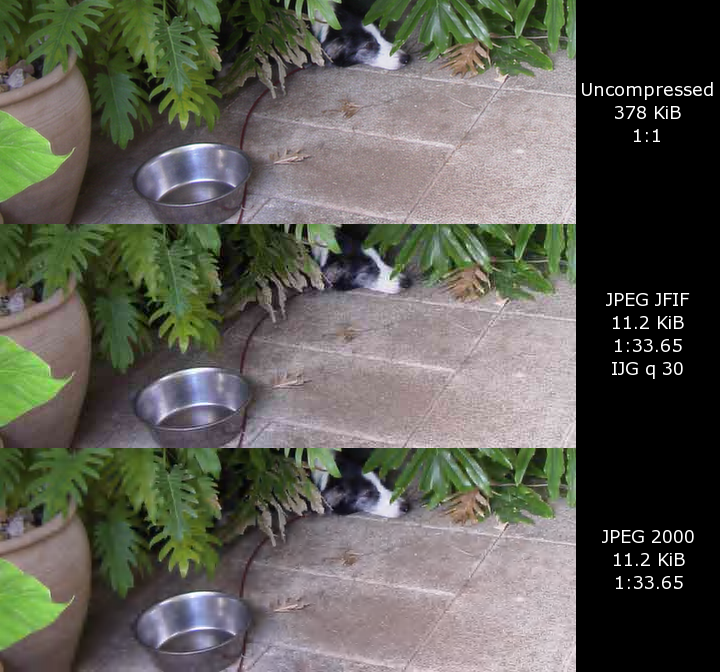
Сравнение JPEG и JPEG 2000

Основные достоинства JPEG 2000 по сравнению с JPEG:
- Бо́льшая степень сжатия, достигаемая благодаря использованию дискретного вейвлет-преобразования и более сложного энтропийного кодирования.

- Масштабируемость фрагментов изображений: JPEG 2000 обеспечивает бесшовное сжатие разных компонентов изображения, с каждым компонентом хранится от 1 до 16 бит на семпл. Благодаря разбиению на блоки можно хранить изображения разных разрешений в одном кодовом потоке.

- Произвольный доступ к кодовому потоку, также иногда называемый доступом к областям интереса[англ.]: кодовый поток JPEG 2000 обеспечивает несколько механизмов для поддержки произвольного доступа, также поддерживается несколько степеней разбиения на части (области интереса).

- Гибкий формат файла: форматы файлов JP2 и JPX обеспечивают хранение информации о цветовых пространствах, метаданных и информации для согласованного доступа в сетевых приложениях, взаимодействующих с помощью протокола JPEG Part 9 JPIP.

Другие достоинства JPEG 2000 представлены на официальной странице.

## Родственные стандарты
К стандарту JPEG 2000 имеется несколько дополнений, некоторые из них ещё не реализованы, среди которых:
- ISO/IEC 15444-2:2000 — дополнительные функциональные возможности, такие как сеточное квантование, расширенный формат файла и дополнительные преобразования цветовых пространств;
- ISO/IEC 15444-4:2000 — тестирование ссылок;
- ISO/IEC 15444-6:2000 — составной формат файлов изображения, позволяет сжимать одновременно текст и изображение;
- JPSEC — расширение для безопасной передачи изображений (обсуждается в ISO);
- JPIP — основанный на соединении просмотр изображений (обсуждается в ISO).

## Приложения JPEG 2000
Основные области применения этого стандарта:
- цифровой кинематограф;
- Для хранения фотографии владельца в биометрических паспортах (на момент 08.03.2013 для сжатия используется JasPer 1.6)
- Библиотека Конгресса США использует JPEG 2000 как один из форматов для хранения оцифрованных версий географических карт.[4]

## Сходства с компрессором ICER
JPEG 2000 во многом сходен с форматом сжатия изображений ICER, используемым NASA для сжатия изображений в космических экспериментах.
ICER также основан на вейвлетах и обеспечивает:
- прогрессивное кодирование,
- сжатие без потерь (в отличие от JPEG 2000, ICER в этом режиме использует модифицированный компрессор LOCO-I (англ. Low Complexity Lossless Compression of Images)),
- сжатие с потерями,
- коррекцию ошибок, позволяющую ограничить эффект потери данных в канале связи.

ICER в целом обеспечивает сжатие, сравнимое с JPEG 2000.
Функциональные возможности ICER, сходные с JPEG 2000, состоят в том, что оба компрессора:
- обеспечивают разбиение изображения на блоки для увеличения эффективности сжатия, позволяя более эффективно использовать канал связи, оперативную память и процессорное время;
- позволяют варьировать степень сжатия в зависимости от размера изображения (в байтах);
- позволяют варьировать степень сжатия в зависимости от качества (хотя ICER варьирует степень сжатия с 1%-й погрешностью).

Различия между ICER и JPEG 2000:
- JPEG 2000 использует арифметику с плавающей запятой, ICER — только целочисленную арифметику;
- ICER использует модифицированный LOCO-компрессор для сжатия без потерь;
- JPEG 2000 использует несколько разных моделей сжатия без потерь, с помощью переключения вейвлет-компрессора в режим сжатия без потерь;
- ICER и JPEG 2000 используют разные цветовые пространства.

## Правовые споры
JPEG 2000 не является свободным от патентованных алгоритмов компрессии, но усилиями комитета JPEG достигнуто согласие, что в составе этого формата они могут использоваться бесплатно:

Всегда одним из самых больших преимуществ стандартов, выпущенных комитетом JPEG, было то, что они могут быть реализованы в базовой конфигурации без каких-либо лицензионных выплат. Новый стандарт JPEG 2000 был подготовлен с учётом этой возможности, согласие было достигнуто между 20 большими организациями — держателями большинства патентов в области сжатия, что позволило использовать их интеллектуальную собственность в составе реализации стандарта без лицензионных выплат.

## Артефакты, возникающие при сжатии
Артефакты, возникающие при сжатии по алгоритму JPEG 2000 с высокой степенью компрессии (потерь), качественно мало отличаются от артефактов, возникающих при сжатии компрессором JPEG — в тех местах, где оригинальное изображение имело плавные цветопереходы, они становятся ещё более плавными (размытыми); в тех же местах, где были резкие переходы яркости или цвета (участки изображения с высокой контрастностью), возникает характерный артефакт в виде яркого контура, обрамляющего границу перехода, незначительно (на пару пикселов) отступающего от более тёмного участка перехода. Различия в артефактах — нет сетки в 8 на 8 пикселей; не искажаются цвета мелких деталей, сильно отличающихся по цвету от фона; артефакты, характерные для JPEG 2000, становятся заметными при больших, чем в случае JPEG, степенях сжатия.

## Сравнение с PNG
Хотя формат JPEG 2000 поддерживает сжатие без потерь, он не призван полностью заменить собой формат PNG, который является одним из наиболее часто используемых на сегодня[когда?] для этой цели.
Формат PNG (Portable Network Graphics) поддерживает некоторые функции, такие как прозрачность. В аспектах, связанных со сжатием без потерь, у PNG относительно лучшая программная поддержка и функциональность, потому он более приемлем для хранения изображений без потерь исходного качества.
Некорректное сравнение PNG и JPEG 2000 очень часто приводит к путанице и непониманию реального предназначения форматов. JPEG 2000 изначально разрабатывался как очень гибкая платформа для замены JPEG и частично — TIFF с возможностью сохранения 16bit, с сжатием как с потерями, так и без потерь.
PNG разрабатывался как замена GIF для работы c графикой.